# Pierre Sandrin
Sandrin (Pierre Regnault) (c. 1490 – després de 1561) va ser un compositor francès del Renaixement. Va ser un prolífic compositor de cançons a mitjans del segle XVI, algunes de les quals van ser molt populars i àmpliament distribuïdes.

## Biografia
Probablement va néixer a St. Marcel, no gaire lluny de París, encara que els detalls dels seus primers anys són incomplets. Va ser cap de cor a la cort reial francesa el 1506, i el 1517 va ser cantant de Lluïsa de Savoia. Des d'aleshores fins al 1539 el seu nom està absent de tots els registres de la cort, però altres registres suggereixen que podria haver estat treballant com a actor durant aquest temps. L'any 1539 es trobava de nou a la cort reial francesa, aquesta vegada cantant a la mateixa capella reial; i al cap d'uns anys s'havia establert una reputació com un dels compositors de cançons més destacats de França, juntament amb Claudin de Sermisy.
Va anar a Itàlia en algun moment a principis de la dècada de 1550, i se sap que va ser mestre de capella de la família Ferrarese Este a Siena, el 1554. El 1560 havia tornat a París, encara que probablement només breument, perquè va arribar a establir una família estable, i l'any següent ja estava de nou a Itàlia, aquesta vegada a Roma. Desapareix dels registres en aquest moment, i probablement va morir el 1561 o poc després, molt probablement a Itàlia.

## Música
Sandrin sembla que només va escriure música profana, i només cançons, encara que com passa amb molts compositors de l'època sempre hi ha la possibilitat que gran part de la seva música es perdi. Tota la seva música és vocal, i tot a quatre veus.
Estilísticament, la música de Sandrin s'assembla a la de Claudin de Sermisy, el compositor més famós de cançons parisenques, encara que la de Sandrin barreja influències italianes amb l'estil francès nadiu. Les seves cançons tendeixen a ser homofòniques, amb detalls contrapuntístics ocasionals, però les posteriors utilitzen molts dels dispositius rítmics comuns a la música profana italiana de l'època, especialment la frottola, i també estan plenes de madrigalismes com la pintura de paraules.
Una de les seves cançons, Doulce memoire, es va convertir en una de les peces més populars de tot el segle XVI, i existeix en innombrables còpies i arranjaments en fonts de molts països; era un dels favorits particulars dels llaütistes i teclista.

## Enregistraments
- 2005 - Priest and Bon Vivant. Sounds of the City of Louvain from the 16th Century. Works by Clemens non Papa and his contemporaries. Capilla Flamenca, La Caccia i Jan van Outryve. Etc. 1287. Conté una gravació d'Elas amy de Sandrin.